# Ricardo Gatzagaetxebarria
Ricardo Gatzagaetxebarria Bastida (Ondarroa, Vizcaya, 1960) es un Licenciado en Derecho y político español de ideología nacionalista vasca. Fue Consejero de Hacienda y Finanzas en el Gobierno Vasco durante la X legislatura (2012-2016).
Casado y con dos hijos, reside en Vitoria y es un Licenciado en Derecho por la Universidad de Deusto. Nieto de un conocido arquitecto bilbaíno, Ricardo Bastida, diseñador de edificios tan característicos como La Alhóndiga de Bilbao o el Banco de Bilbao de la calle Alcalá de Madrid.
Entre 2012 y 2016 fue Consejero de Hacienda y Finanzas del Gobierno Vasco, por lo que dejó su cargo como diputado Foral de Presidencia de la Diputación Foral de Vizcaya.
Su vida política comenzó como concejal del ayuntamiento de Ondarroa (1987-1992). Además, estuvo como Director de Administración Local del Gobierno Vasco (1991-92), Diputado en Cortes Generales por Vizcaya en las elecciones generales españolas de 1993 y senador por Vizcaya en las elecciones generales españolas de 1996 y 2000. Fue Parlamentario Vasco durante la 8ª legislatura del Gobierno Vasco. Además de haber trabajado como Vocal de la Comisión Gestora del ayuntamiento de Ondarroa, y como asesor.
Durante la legislatura del PSE-EE en el País Vasco llegó a enfrentarse al entonces lendakari Patxi López, llamándole "ignorante" dentro de un debate económico. Un día después, Gatzagaetxeberria pediría disculpas al dirigente socialista.